# Malatesta (film)
Malatesta är en tysk dramafilm från 1970 i regi av Peter Lilienthal.

## Utmärkelser
Filmen vann Tyska filmpriset för bästa film 1970.

## Rollista i urval
- Eddie Constantine - Errico Malatesta
- Christine Noonan - Nina Vassileva
- Vladimír Pucholt - Gardstein
- Heathcote Williams - Josef Solokow
- Wallas Eaton - prästen